# Dolce allo spiedo

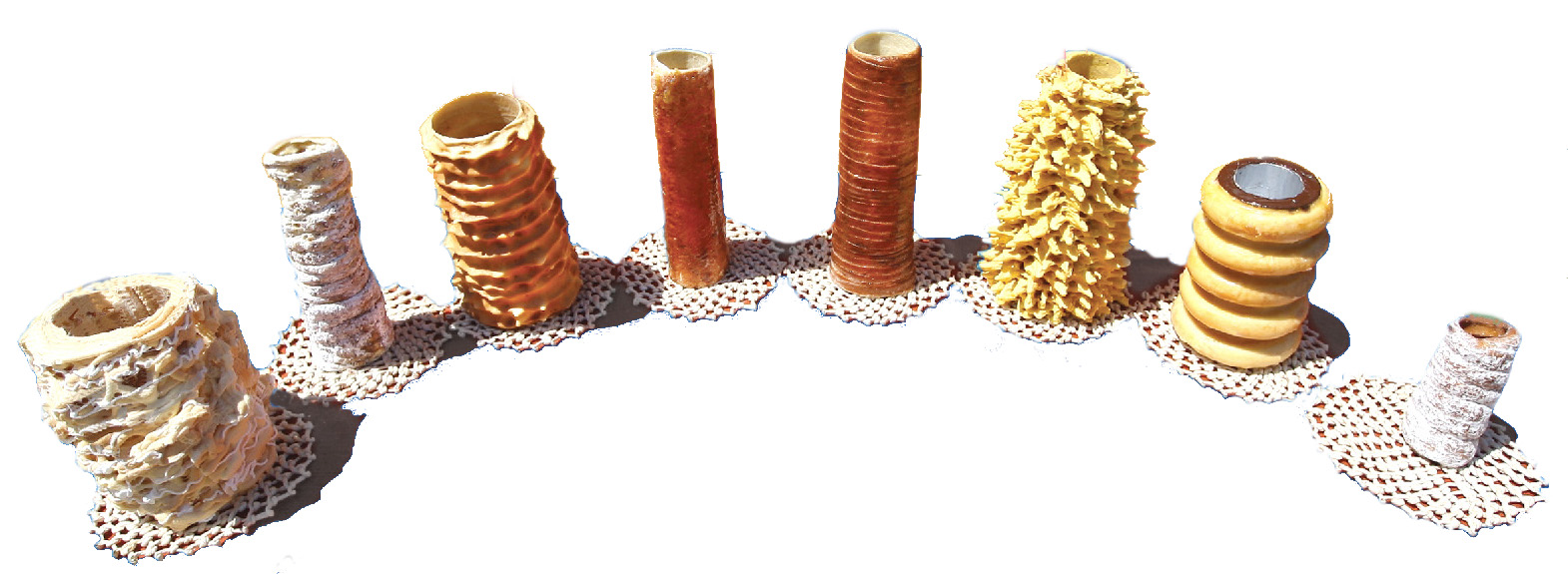
Vari dolci allo spiedo. Da sinistra: kürtőskalács, skånsk spettkaka, trdelník prügelkrapfen, baumstriezel, kürtőskalács, baumkuchen, kürtősfánk

Un dolce allo spiedo è un tipo di dolce diffuso in Europa che viene preparato depositando l'uno sopra l'altro diversi strati di impasto o pastella intorno a un rullo cilindrico rotante sottoposto a una fonte di calore, che può trattarsi di un forno o un fuoco a legna. In genere, la preparazione dei dolci allo spiedo è lunga e laboriosa e la loro forma sarà liscia o irregolare a seconda del tipo di impasto usato e dalla velocità del rullo.

## Storia
Si presume che i dolci allo spiedo abbiano avuto origine durante l'Antica Grecia, intorno al 400 a.C., quando venivano consumati durante le celebrazioni in onore del dio Dioniso. In genere, tali dolci vengono oggi consumati in occasione di matrimoni o feste natalizie.

## Esempi
Oltre alla baumkuchen tedesca, che è il dolce allo spiedo più noto e che vanta di una notevole popolarità anche in Giappone, si possono segnalare il kürtőskalács, una sfoglia levigata e croccante tradizionale dell'Ungheria, lo Skånsk spettkaka svedese, cotto su un cono rotante e caratterizzato dalla presenza di protuberanze irregolari, e il gâteau à la broche francese, una ricetta sempre più rara consumato in occasione di matrimoni, battesimi e comunioni.